# Thomas Jecklin
Thomas Jecklin (* 1. Juli 1828 in Kassel; † 3. Oktober 1880) war ein deutscher Jurist und Vorsitzender der Eisenbahndirektion Saarbrücken.

## Leben
Thomas Jecklin absolvierte ein Studium der Rechtswissenschaften und wurde Gerichtsassessor beim Obergericht Fulda. In den 1860er Jahren wurde er zum kommissarischen Mitglied der Direktion für den Bau der Bebra-Hanauer Bahn und zugleich zum Exporationskommissar (zuständig für Enteignungsfragen) ernannt. 1867 kam er zur Königlichen Eisenbahndirektion Kassel.
Zum 1. Dezember 1871 wurde er Kassenverwalter in der Direktion der Niederschlesisch-Märkischen Eisenbahn mit Sitz in Berlin.
Von März 1873 bis 31. Januar 1880 leitete er als Vorsitzender die Saarbrücker Eisenbahndirektion, als er zur Berlin-Stettiner Eisenbahn-Gesellschaft in Stettin wechselte und dort den Vorsitz der Direktion übernahm.

## Auszeichnungen
- Geheimer Regierungsrat[5]